# Дайчово хоро
Дайчово хоро е вид български народен танц от Северняшката фолклорна област. Размерът на такта му е 9/8. Играе се високо и ръцете се люлеят в такт с музиката. Произход на името е дискусионен. Вероятно името е извлечено от турската дума дайчо (на съвременен турски dayı) – вуйчо. Думата е била добре известна на българите в миналото, а също използвана и до днес от някои българоговорещи общности. Така името може да се преведе като вуйчово хоро (може да се търси аналогия с името на чичовото хоро, например). Според друга популярна теория името му идва от Дойчин войвода. Според легендите турците го заловили и искали да го обесят. Последното му желание преди обесването му било да потанцува. Той започнал да играе едно хоро. Когато агата видял как танцува, се омаял и го пуснал. И оттогава хорото се нарича Дайчово хоро. .  

Източници
1. ↑  Северняшка фолклорна област //   chakardakova.com, 2023-04-20. Посетен на 2024-10-28.